# Аккона (пустыня)
Акко́на (итал. Accona) — пустынные земли в Крете-Сенези, провинции Сиена региона Тоскана.
Несмотря на название и горячий и сухой летний сезон, этот регион не является пустыней в строгом смысле. Среднегодовое количество осадков на территории Акконы достигает 800 мм. Большое число солнечных дней обусловливают сухой пустынный климат, который усиливается горячим ветром. Среднегодовая температура составляет +22 °C.
Специфичная морфология и состав почвы затрудняют выращивание виноградных лоз и маслин; культивируется пшеница, подсолнечник и кормовые культуры благодаря многовековым мелиорационным работам, которые частично изменили первоначальный внешний вид ландшафта и обеспечили интенсивное орошение за счет воды ручьёв и потоков, проходящих через район.
В средние века в пустыне был построен монастырь Монте-Оливето-Маджоре.